# Convenzione di Kanagawa
La convenzione di Kanagawa (神奈川条約?, Kanagawa Jōyaku), detta anche trattato di amicizia e pace tra Giappone e Stati Uniti (日米和親条約?, Nichibei Washin Jōyaku), fu siglata il 31 marzo 1854 tra il commodoro Matthew Perry della Marina degli Stati Uniti e lo shōgun del Giappone Tokugawa Iesada.

## Trattato di amicizia e pace tra il Giappone e gli Stati Uniti
Il trattato aprì i porti giapponesi di Shimoda e Hakodate al commercio con gli Stati Uniti d'America, garantì la sicurezza per i naufraghi statunitensi e permise l'insediamento di un console permanente statunitense nel Paese asiatico. Viene considerato un trattato ineguale, imposto al Giappone dalla superiore forza della flotta navale di Perry, che l'anno prima aveva minacciato di bombardare la capitale Edo (l'odierna Tokyo). La convenzione segnò la fine degli oltre duecentocinquant'anni di politica isolazionista del Giappone (sakoku).
Perry inizialmente rifiutò di trattare con gli ufficiali giapponesi e chiese di parlare direttamente con lo shōgun Tokugawa Ieyoshi il quale, forse a causa della minaccia di Perry, morì dopo alcuni giorni e gli succedette il figlio Iesada. Sin dal XII secolo, gli shōgun erano i dittatori militari che de facto governavano il Giappone per conto dell'imperatore. Inoltre, interagire in qualsiasi modo con gli stranieri era per l'imperatore fuori discussione e alla fine Perry concluse il trattato con i rappresentanti dello shōgun. La Convenzione venne stilata e firmata in un edificio costruito appositamente a Yokohama, nei pressi di Edo.

## Trattati successivi
Il Trattato di Kanagawa venne seguito dal trattato d'amicizia e di commercio tra Stati Uniti d'America e Giappone o "Trattato Harris" (Harris Treaty) del 1858, che permise l'istituzione di concessioni territoriali, extra-territorialità per gli stranieri, e una minima tassa per l'importazione di merci provenienti dall'estero. Simili convenzioni vennero successivamente stipulate con il Giappone dai russi, dai francesi e dai britannici.

## Conseguenze interne al Giappone
La convenzione creò un diffuso malumore alla corte imperiale e tra l'aristocrazia del Paese, di cui avrebbero approfittato i daimyō (feudatari) dei domini del Giappone occidentale; nel 1868, questi feudatari indussero il nuovo sovrano, il quindicenne Meiji, a sopprimere lo shogunato e a proclamare la restaurazione del potere imperiale. La guerra civile che ne scaturì fu vinta l'anno successivo dalle truppe filo-imperiali e pose fine per sempre alla dittatura dello shogunato, la cui egemonia durava da sette secoli.